# جوليا كريستيفا
جوليا كريستيفا (بالفرنسية: Julia Kristeva)‏ (وُلدت في 24 يونيو من عام1941 ) هي فيلسوفة بلغارية فرنسية وناقدة أدبية ومحللة نفسية وناشطة نسوية ومؤخرًا روائية، تعيش في فرنسا منذ منتصف ستينيات القرن العشرين. وهي الآن أستاذة فخرية في جامعة باريس ديديرو. ألَّفت أكثر من 30 كتابًا، منها: قوى الرعب، وأساطير الحب، والشمس السوداء: الاكتئاب والسوداوية، وبروست والإحساس بالزمن، وثلاثية أنثى عبقرية. مُنحت وسام جوقة الشرف الوطني، ووسام الاستحقاق الوطني، وجائزة هولبرج الدولية التذكارية، وجائزة هانا أرندت، وجائزة مؤسسة فيجن 97، التي منحتها إياها مؤسسة هافل.
أصبحت كريستيفا مؤثرة في التحليل النقدي الدولي والدراسات الثقافية وحركة النسوية بعد أن نشرت كتابها الأول في عام 1969. تتضمن مجموعة أعمالها الضخمة كتبًا ومقالات تتناول التناص، وعلم العلامات (السيميائيات)، وعلم اللغويات (اللسانيات)، والنظرية الأدبية والنقدية، والتحليل النفسي، والتحليل السياسي والثقافي، والفن وتاريخه، والسيرة الذّاتية والمذكرات. اشتُهرت أيضًا في الفكر البنيوي وما بعد البنيوية.
كريستيفا هي مؤسسة لجنة جائزة سيمون دي بوفوار.

## حياتها
وُلدت كريستيفا في مدينة سليفن ببلغاريا لوالدين مسيحيين، وهي ابنة محاسب الكنيسة. التحقت كريستيفا وشقيقتها بمدرسة فرنكوفونية تديرها راهبات دومينيكيات. وهناك اطّلعت على أعمال ميخائيل باختين في بلغاريا في ذلك الوقت. ذهبت كريستيفا للدراسة في جامعة صوفيا، ثم حصلت أثناء دراساتها العليا على زمالة بحثية مكّنتها من الانتقال إلى فرنسا عندما كانت في الرابعة والعشرين من عمرها في ديسمبر من عام 1965. واصلت تعليمها في العديد من الجامعات الفرنسية، إذ درست تحت إشراف علماء مثل: لوسيان غولدمان ورولاند بارثس. تزوجت كريستيفا من الروائي فيليب سولرز في 2 أغسطس من عام 1967.
درست كريستيفا في جامعة كولومبيا في أوائل السبعينيات، وبقيت تعمل أستاذة زائرة هناك.

## عملها
ركزت كريستيفا بعد انضمامها إلى «مجموعة تِل كويل» التي أسسها سولرز على سياسة اللغة، وأصبحت عضوًا نشطًا في تلك المجموعة. تدربت على التحليل النفسي (فرع من علم النفس الحديث)، وحصلت على شهادتها في عام 1979. في بعض النواحي، يمكن اعتبار عملها محاولةً لتكييف نهج التحليل النفسي مع نقد ما بعد البنيوية. على سبيل المثال، تشابهت وجهة نظرها حول المواضيع الفلسفية وبنائها مع سيغموند فرويد وجاك لاكان. ومع ذلك، ترفض كريستيفا فهم المواضيع بشكل بنيوي، بل تفضل أن تُفهم المواضيع دائمًا ضمن ما يسمى «فلسفة الصيرورة». وبهذه الطريقة، تساهم في نقد ما بعد البنيوية للبُنى الأساسية مع الحفاظ على مبادئ التحليل النفسي. سافرت إلى الصين في سبعينيات القرن الماضي، وكتبت لاحقًا حول المرأة الصينية (1977).

### «السيميائية» و«الرمزية»
واحدة من أهم مساهمات كريستيفا هي أن الدلالة تتكون من عنصرين، الرمزي والسيميائي، ويختلف الأخير عن علم السيميائية الذي أسسه فرديناند دي سوسور. كما أوضح أوغسطين بيروماليل، «ترتبط السيميائية ارتباطًا وثيقًا بالأطفال قبل عقدة أوديب المُشار إليها في أعمال فرويد، وأوتو رانك، وميلاني كلاين، والتحليل النفسي لنظرية العلاقة بالموضوع البريطانية، ومرحلة المرآة في نظرية لجاك لاكان. إنها مجال عاطفي مرتبط بالغرائز، وتسكن في خبايا ولحن اللغة بدلًا من المعاني المعبرة للكلمات». وفقًا لبيرجيت شيبيرز، فإن السيمائية هي عالم مرتبط بالموسيقى والشعر والإيقاع.
يتعلم الطفل التمييز بين الذات والآخر عند دخوله مرحلة المرآة، ويدخل في معنى العالم الثقافي المشترك، والمعروف بالرمز. تصف كريستيفا في كتابها الرغبة في اللغة (1980) الرمز بأنه الفضاء الذي يسمح فيه تطور اللغة للطفل بأن يصبح «موضوعًا للتحدث به»، وأن يطوِّر شعورًا بالهوية بشكل منفصل عن الأم. تُعرف عملية الانفصال هذه بالرفض، إذ يجب على الطفل رفض الأم والابتعاد عنها للدخول في عالم اللغة والثقافة والمجتمع. يُطلق على عالم اللغة هذا «الرمز»، وهو يتناقض مع السيميائية في كونه مرتبطًا بالذكورية والقانون والبنية. تعارض كريستيفا لاكان في فكرة أنه حتى بعد الدخول إلى الرمزية، يبقى الموضوع متأرجحًا بين السيميائية والرمزية.
يواصل الأطفال الإناث إلى حد ما التعرف على شخصية الأم. قد يؤدي هذا التوافق المستمر مع الأم إلى ما تشير إليه كريستيفا في كتابها الشمس السوداء (1989) باسم السوداوية (الاكتئاب)، إذ إن الإناث يرفضن شخصية الأم ويتشابهن معها في وقت واحد.
تشتهر كريستيفا أيضًا باقتباسها لفكرة أفلاطون حول الكورا. في مقالتها الأمومة وفقًا لجوفاني بيليني من مجلة الرغبة في اللغة (1980)، تشير كريستيفا إلى أن جسد الأم هو الوسيط بين الكورا والعالم الرمزي: إذ تتمتع الأم بإمكانية الوصول إلى الثقافة والمعنى، ولكنها تشكل أيضًا رابطة كاملة مع الطفل.

### الأنثروبولوجيا وعلم النفس
تقول كريستيفا إن الأنثروبولوجيا (علم الإنسان) وعلم النفس، أو العلاقة بين الاجتماعية والموضوع، لا يمثل بعضهما البعض، وإنما يتبعان نفس المنطق: بقاء الجماعة والموضوع. بالإضافة إلى ذلك، في تحليلها لعقدة أوديب، تدعي أن موضوع الكلام لا يمكن أن يُوجَد من تلقاء نفسه، وإنما «يقف على عتبة هشة كما لو كان عالقًا على حدود المستحيل» (مُقتبس من كتاب قوى الرعب، الصفحة 85).
تقول كريستيفا في مقارنتها بين التخصصين إن الطريقة التي يستبعد بها الفرد الأم كوسيلة منه لتشكيل الهوية هي نفس طريقة بناء المجتمعات.

## كريستيفا النسوية
تعتبر كريستيفا من الداعمين الرئيسيين للحركة النسوية الفرنسية مع سيمون دي بوفوار وهيلين سيكسوس ولوس إريغاري. كان لكريستيفا تأثير ملحوظ جدًا على النسوية والدراسات الأدبية النسوية في كل من الولايات المتحدة الأمريكية والمملكة المتحدة، وأيضًا على قراءات الفن المعاصر، على الرغم من أن علاقتها بالدوائر والحركات النسوية في فرنسا كانت مثيرة للجدل إلى حد كبير. وبخصوص استنكار سياسة إثبات الهوية، تقول كريستيفا إن النسوية الأكاديمية الأمريكية قد أساءت فهم كتاباتها. من وجهة نظر كريستيفا، لم يكن تحليل بنية اللغة كافيًا من أجل إيجاد معناها الخفي. يجب النظر إلى اللغة من منظور التاريخ والتجارب النفسية والجنسية الفردية. تعتقد كريستيفا أنه من السيئ فرض الهوية الجماعية فوق الهوية الفردية، وأن هذا التأكيد السياسي للهويات الجنسية والإثنية والدينية هو في النهاية يعبر عن مفهوم الشمولية.

## كريستيفا الروائية
كتبت كريستيفا عددًا من الروايات المُشابهة للقصص البوليسية. حافظت كتبها على التشويق السردي والتطورات المنمّقة، وتكشف شخصيات رواياتها عن نفسها بشكل رئيسي من خلال أدواتها النفسية، ما جعل طريقة سردها الخيالية تشبه في الغالب أعمال دوستويفسكي اللاحقة.

## التكريمات
مُنحت كريستيفا جائزة هولبرغ الدولية التذكارية في عام 2004 عن استكشافاتها المبتكرة لأسئلة حول تقاطعات اللغة والثقافة والأدب، وفازت بجائزة هانا أرندت للفكر السياسي في عام 2006. مُنحت وسام جوقة الشرف، وقائد وسام الاستحقاق، وجائزة فاتسلاف هافيل. في 10 أكتوبر من عام 2019، حصلت على الدكتوراه الفخرية من جامعة كاتوليكا بورتوغيزا.

## القبول العلمي
قال رومان ياكوبسون: «إن كلًا من القراء والمستمعين، سواء كانوا متفقين مع جوليا كريستيفا أو غير متفقين معها، يشعرون بالفعل بانجذابهم إلى صوتها المُعدي وموهبتها الحقيقية في التشكيك في «البديهيات» المعتمدة عمومًا، وموهبتها العكسية المتمثلة في إطلاق «أسئلة ملعونة» من علامات استفهامهم التقليدية».
ينتقد إيان ألموند عقيدة كريستيفا العرقية، ويستشهد باستنتاج غاياتري شاكرافورتي سبيفاك أن كتاب كريستيفا حول المرأة الصينية ينتمي إلى القرن الثامن عشر. لاحظ ألموند عدم وجود تعقيد في تصريحات كريستيفا بشأن العالم الإسلامي والمصطلحات الرفضية التي تستخدمها لوصف ثقافتها والمؤمنين بها.

## التعاون المزعوم مع النظام الشيوعي في بلغاريا
أعلنت لجنة الملفات الحكومية البلغارية في عام 2018 أن كريستيفا كانت وكيلة لجنة أمن الدولة تحت الاسم الرمزي «سابينا». كان من المفترض أن تُجنَّد في يونيو من عام 1971. غادرت قبل خمس سنوات بلغاريا للدراسة في فرنسا. بموجب النظام الشيوعي، كان على أي بلغاري يرغب في السفر إلى الخارج التقدم بطلب للحصول على تأشيرة خروج والحصول على موافقة من وزارة الداخلية. كانت العملية طويلة جدًا وصعبة لأن أي شخص يصل إلى الغرب كان من الممكن أن يعلن اللجوء السياسي.
كتب نيل أشيرسون: «لا تؤدي الضجة الأخيرة حول جوليا كريستيفا إلى شيء، على الرغم من أنها كانت مناسبة للبعض لتضخيمها في فضيحة كبيرة. بعد الاستقرار في باريس في عام 1965، أحاط بها الأشباح البلغاريون الذين أوضحوا لها أنها تملك أسرة ضعيفة في بلدها الأصلي، لذا وافقت على عقد اجتماعات منتظمة على مدار سنوات عديدة... كانت القيمة الاستخباراتية لتقاريرها تقارب الصفر. يبدو أن رجال الأمن البلغاريين كانوا يعرفون أنها تلاعبت بهم، ولكن لا يهم؛ إذ يمكنهم التأثير على رئيسهم من خلال إظهار شهرة دولية حقيقية له في كتبهم».

## مؤلفاتها
- علم النص، ترجمة فريد الزاهي، مراجعة عبد الجليل ناظم 1997
- الرغبة في اللغة
- قوى الرعب
- التحليل النفسي للإيمان
- شمس سوداء
- قصص في الحب، ترجمة: محمود بن جماعة، دار التنوير
- ثورة اللغة الشعرية، ترجمة: البخاري نعيمة بنعيسى

## روابط خارجية
- جوليا كريستيفا على موقع IMDb (الإنجليزية)
- جوليا كريستيفا على موقع الموسوعة البريطانية (الإنجليزية)
- جوليا كريستيفا على موقع مونزينجر (الألمانية)
- جوليا كريستيفا على موقع إن إن دي بي (الإنجليزية)
- جوليا كريستيفا على موقع ديسكوغز (الإنجليزية)